# 帕氏梳肩魚
帕氏梳肩魚，為管肩魚科的其中一種，為深海魚類，分布於中西太平洋蘇祿海及西伯里斯海海域，深度0-1750公尺，體長可達16.3公分，棲息在中層水域，生活習性不明。